# Maitland (efternamn)
Maitland är ett efternamn, som burits av bland andra:
- Charles Maitland, 3:e earl av Lauderdale (omkring 1620-1691), skotsk domare
- Charles Maitland, 6:e earl av Lauderdale (omkring 1688–1744), skotsk adelsman
- Clover Maitland (född 1972), australisk landhockeyspelare
- Edward Maitland (1824–1897), engelsk författare
- Frederic William Maitland (1850–1906), engelsk jurist och historiker
- James Maitland, 7:e earl av Lauderdale (1718–1789), skotsk politiker
- James Maitland, 8:e earl av Lauderdale (1759–1839), skotsk politiker
- James Maitland, 9:e earl av Lauderdale (1784–1860), skotsk politiker
- John Maitland, 1:e lord Maitland av Thirlestane (1545-1595), skotsk statsman
- John Maitland, 1:e earl av Lauderdale (död 1645), skotsk statsman
- John Maitland, 1:e hertig av Lauderdale (1616-1682), skotsk statsman
- John Maitland, 5: earl av Lauderdale (1655-1710), skotsk statsman
- Marne Maitland (1920–1991), brittisk skådespelare
- Richard Maitland (1496–1586), skotsk skald och ämbetsman
- Richard Maitland, 4:e earl av Lauderdale (1653–1695), skotsk politiker
- Sara Maitland  (född 1950), brittisk författare
- Thomas Maitland (militär) (1759–1824), brittisk general
- Thomas Maitland, lord Dundrennan (1792–1851), skotsk jurist
- Thomas Maitland, 11:e earl av Lauderdale (1803–1878), brittisk sjöofficer
- William Maitland (1525–1573), skotsk ämbetsman